# Закавказька учительська семінарія

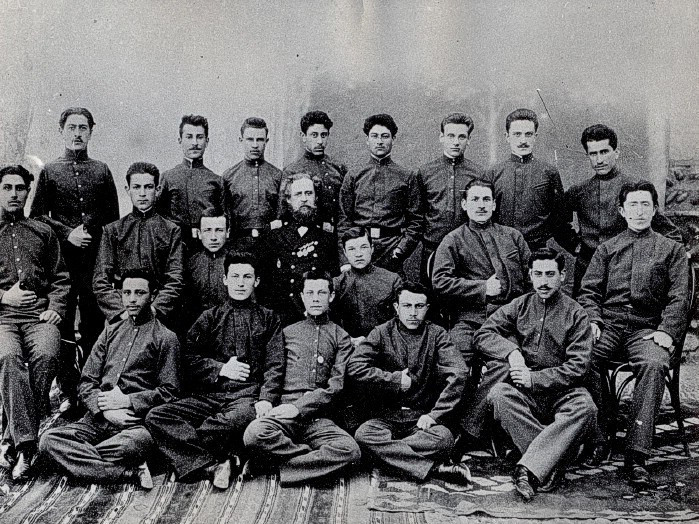
Студенти семінарії, в тому числі Узеїр Гаджибеков, Зульфугар Гаджибеков, Азад Аміров, Муслім Магомаєв, Алі Терегулов, Алірза Расізаде у 1904 році

Закавказька учительська семінарія — великий центр підготовки педагогічних кадрів для народів, що населяли Південний Кавказ. 4-річна спеціалізована школа в Російській імперії в Горі (Грузія), що діяла в 1876—1917 рр. і готувала вчителів початкових класів.

## Історія
Закавказька (Горійськая) вчительська семінарія — другий спеціальний навчальний заклад Грузії для підготовки педагогів. Перша учительська школа була відкрита в 1866 році в Тифлісі (з 1872 року Олександрівський учительський інститут). Третім і четвертим навчальними закладами на Південному Кавказі були Кутаїська (в Хоні) (1881) і Сухумська (1915) вчительські семінарії. З 1878 по 1891 роки директором Закавказької Учительської Семінарії був педагог, діяч народної освіти, письменник Дмитро Семенов (1834—1902). При Д. Д. Семенові за ініціативою Мірзи Фаталі Ахундова було відкрито азербайджанське відділення (в 1882), що стало в ряд з російським, грузинським і вірменським відділеннями. Його першим інспектором був призначений Олексій Йосипович Черняєвський. Історія створення першого фундаментального азербайджанського підручника «Ветен ділі» («Рідне слово») безпосередньо пов'язана з Закавказькою вчительською семінарією.
В семінарії, де викладали демократично і прогресивно налаштовані педагоги, учні з усього Кавказу вивчали європейські мови, географію, арифметику та інші предмети. Особливе місце приділялося вивченню російської мови і літератури, творів класиків світової літератури.
У 1918 році на базі азербайджанського відділення була утворена Казахська учительська семінарія в місті Казах, першим директором якої став випускник Закавказької учительської семінарії Фірідун-бек Кочарлинський.
Закавказька учительська семінарія в подальшому перетворилася в Горійський державний педагогічний інститут.
Семінарія зіграла виняткову роль у справі виховання цілої плеяди азербайджанської інтелігенції, що стала авангардом небувалого культурного злету початку XX століття. Вихованці семінарії поширювали нові віяння в культурі, застосовували нові наукові методи, формували нову громадську думку.

## У кіно
- Частина основних дій в азербайджанському фільмі «Кура неприборкана» відбуваються в Горійській семінарії.

## Відомі випускники
- Узеїр Гаджибеков
- Фірідун бек Кочарлі
- Сафаралі бек Велібеков
- Наріман Наріманов
- Важа Пшавела
- Джаліл Мамедкулізаде
- Муслім Магомаєв (старший)
- Якоб Гогебашвілі
- Сулейман Сані Ахундов
- Теймур Байрамалібеков
- Алірза Расізаде
- Зульфугаров Гаджибеков
- Азад Аміров

### Російською мовою
- Антология педагогической мысли Азербайджанской ССР/Сост. А. А. Агаев, А. Ш. Гашимов. — Москва: Изд-во «Педагогика», 1989. — 592 с.: ил.

### Азербайджанською мовою
- Abdullayev A.S. Azərbaycan dilinin tədrisi tarixinə dair, Bakı: Azərnəşr, 1958. — 204 s.
- Azərbaycan dili və ədəbiyyat tədrisi (metodik məqalələr məcmuəsi). Bakı: «Azərbaycan məktəbi» jurnalına əlavə, 1958. — 120 s. (Abdullayev A.S. Azərbaycan dilinin tədrisi tarixinə dair, məqalə, 3-28 səh.).
- Azərbaycan Sovet Ensiklopediyası, I—X cildlər, Bakı: ASE Baş redaksiyası, 1976—1987.
- Çernyayevski A.O. Vətən dili, I hissə, Tiflis: 1899. — 70 s., AMEA Məhəmməd Füzuli adına Əlyazmalar institutu, Şifr № XII-343 3803.
- Çernyayevski A.O. Vətən dili, I hissə, Tiflis: 1901. — 70 s., AMEA Məhəmməd Füzuli adına Əlyazmalar institutu, Şifr № XII-346 3805.
- Çernyayevski A.O. Vətən dili, I hissə, Tiflis: 1899. — 70 s., AMEA Məhəmməd Füzuli adına Əlyazmalar institutu, Şifr № XII-348 3806.
- Çernyayevski A.O., Vəlibəyov S.H. Vətən dili, II hissə. Tiflis: 1888. — 192 s., AMEA Məhəmməd Füzuli adına Əlyazmalar institutu, Şifr № IX-236 2944.
- Çernyayevski A.O., Vəlibəyov S.H. Vətən dili, II hissə. Tiflis: 1888. — 192 s., AMEA Məhəmməd Füzuli adına Əlyazmalar institutu, Şifr № XII-334 3800.
- Çernyayevski A.O.Vətən dili, I hissə; Çernyayevski A.O., Vəlibəyov S.H. Vətən dili, II hissə. Faksimil nəşr. Tərtib və transfoneliterasiya edən, ön söz, qeyd və şərhlər, sözlük və cədvəllərin müəllifi: Vüqar Qaradağlı. CBS, Bakı — 2007. 740 səh.
- Elmi əsərlər (ayrıca buraxılış). Bakı: ADU nəşriyyatı, 1961. — 10 s.
- Əhmədov H.M. XIX əsr Azərbaycan məktəbi, Bakı: «Maarif» nəşriyyatı, 2006. — 366 s.
- Həsənova R.Y. Ədəbi əlaqələr tarixindən, Bakı: Bakı Universiteti nəşriyyatı, 1991. — 74 s.
- Xudiyev N., Hacıyev T. Azərbaycan ədəbi dili tarixi, Bakı: «Maarif» nəşriyyatı, 1995. — 496 s.
- Qaradaği (Xan Qaradağski), Həsənəliağa. Fələyin bir belə dövrü olacaqmış…, Bakı: Azərbaycan Milli Akademiyası NPB, 2003. — 280 s.
- Qaradaği, Həsənəli Xan. Əsərləri, Bakı: «Şuşa» nəşriyyatı, 2004 . — 168 s.
- Qaradağski, Həsənəliağa xan (Qaradaği). Məhəmməd Füzuli adına Əlyazmalar institutu, Əlyazma, Б-1486, 10510, «Həsənəli xan Qaradaği — Kəşkül idarəsinin müdiri Cəlal əfəndiyə», — 47 s.
- Qaradağski, Həsənəliağa xan (Qaradaği). Məhəmməd Füzuli adına Əlyazmalar institutu, Əlyazma, Б-7008, 8633, «Həsənəli xan Qaradaği — Şeirlər», — 28 s.
- Qaradağski, Həsənəliağa xan (Qaradaği). Məhəmməd Füzuli adına Əlyazmalar institutu, Əlyazma, M-310, 310; M 508, 37403, «Məcmuə», — 918 s.
- Qaradağski, Həsənəliağa xan (Qaradaği). Məhəmməd Füzuli adına Əlyazmalar institutu, Maş., İnventar № 37409, 140 səh, əlavələr 7 s., əlyazma. — 29 s.
- Qasımzadə F.S. XIX əsr Azərbaycan ədəbiyyatı tarixi, Bakı: Azərbaycan Universiteti nəşriyyatı, 1956. — 560 s.
- Mirəhmədov Ə.M. Abdulla Şaiq. Bakı: «Elm», 1956, səh. 6.